# 鄭明析
鄭明析，本名鄭明錫（：／ Jeong Myeong-seok，1945年2月17日—）號天寶（천보），本貫河東鄭氏，是韓國新興宗教人士。其1978年到首爾開始傳教生涯， 並於1982年創立愛天宣教會，為基督教福音宣教會（通稱攝理教）前身。該教會教義極具爭議並自創始以來一直牽涉性侵案件，在國際上被廣泛視為邪教。
2003年7月，鄭明析在香港因非法居留罪首次被香港入境處逮捕，以78萬港元（約10萬美元）交保，之後棄保偷渡逃亡至中國大陸。2007年在北京再次被捕，其後於2008年2月20日移送回韓國受審，並於同年8月14日被首爾中央地方法院以強姦罪判處有期徒刑6年。2009年2月10日二審宣判卻加重刑期至10年。鄭明析不服而上訴至最高法院，同年4月23日被最高法院駁回而定讞，入獄服刑。已于2018年服滿刑期出獄，2022年10月再因性侵教友被韓國警方逮捕。2023年12月23日，韓國大田地方法院判處有期徒刑23年，佩戴電子腳鐐15年，10年內禁止在兒童和青少年相關設施和殘疾人福利設施就業。
他在台灣涉嫌性侵犯罪，因傳喚未到案說明，而遭到台灣檢察單位依妨害性自主罪通緝。

## 生平

### 早期生涯
鄭明析於1945年2月17日出生於日治朝鮮全羅北道錦山郡珍山面石幕里月明洞（今屬韓國忠清南道）。為貧窮家庭七個子女（六子一女）中的第三個兒子。鄭明析自7歲時接觸基督教，並於石幕里基督教教會受浸為基督徒。15歲時開始在全羅北道大芚山及京畿道龍門山度過修道生活。1965年20歲為長老教會信徒，並擔任主日學老師，也熱心於街上宣教。1966年－1969年參加越南戰爭，隸屬當時韓國陸軍的精銳部隊——第9步兵師（白馬部隊）。1966年2月入伍受訓，5月被分發至大韓民國第9步兵師。鄭曾兩度參與過越南戰爭，1966年9月至1967年7月第一次派越，1968年2月至1969年4月第二次派越。 越戰回來之後因目睹戰爭悲慘，生命可貴，下定決心獻身教會。1970年將越南戰爭所得到的薪餉全用於重蓋石幕里教會的事工。1975年－1978年期間，將大屯山修道期間自《聖經》而得的體會整理為圖表與講義，至各地進行宣教。
1978年曾短暫接觸統一教並擔任其講師，由於鄭氏主張沒有任何人類可以冒用耶穌名義自稱為彌賽亞，並指責統一教教主文鮮明沒有盡到見證耶穌的施洗約翰的使命，統一教眾無法接受鄭氏所教導之內容，鄭氏因而脫離統一教。

### 創會時期（1982年－1998年）
鄭明析於1982年成立「愛天宣教會」。此即後來之攝理教會。其後30年間，教會不斷壯大，至今已有30萬信徒。並使用「耶穌教監理會（真理）總會長」之頭銜。
1980年代初期，鄭明析可能受過部分而非完整的神學院教育。鄭明析的大哥曾於1982年攝理教會草創時怒罵「神學都沒學過的人搞些什麼」。鄭明析曾自稱「我並非牧師、也沒讀過神學院」，並且受邀去讀神學院兩年，但認為「話語」才是重點，與神學院無關。部分攝理教會提及鄭明析曾就讀於「衛斯理神學院」；但亦有攝理教文宣稱鄭明析創立神學院，任「威斯雷神學院」院長。
1987年，女信徒和女大學生在雜誌上指稱遭到性暴力，鄭明析隨後被以詐欺和強姦罪嫌提起告訴，並且引發韓國高麗大學的學生抗議鄭明析。但是後來鄭明析方面的代表介入協調，最後與女性受害者以和解收場。雖然並沒有停止攝理教會在高麗大學的活動，但是讓鄭明析於首爾南部地檢單位留下調查紀錄而有了前科。

### 避走海外時期（1999年－2006年）
自從1999年1月因黨羽綁架欲脫離的女信徒，進而爆料出該女子為鄭明析在月明洞多名情婦之一。之後鄭明析迅速離韓，期間以宣教名義前往過日本、台灣、香港、中國大陸等世界各地。然而所到之處也一一傳出女信徒遭性侵事件，而被日本以及台灣列上通緝名單。鄭的護照因簽證頁用完，於2002年在香港欲更換護照時被韓國駐香港總領事館沒收，自此之後使用假證件或偷渡方式非法穿越國境。2003年7月鄭明析被香港入境處因非法滯留香港逮捕，逮捕時正與女信徒共處。逮捕後以10萬美元交保候傳，韓國隨後透過國際刑警要求逮捕鄭，而鄭明析則以迫害宗教自由為由向香港政府申請庇護。然而，在公聽會開庭時，鄭明析不到庭，偷渡中國廣東省中山市。2004年12月，國際刑警組織提升鄭明析通緝等級，列入紅色通緝名單。
1999年1月7日和8日，韓國首爾放送(SBS)連續兩天的新聞：欲脫離攝理教的黃姓教友在首爾民宅被攝理教友綁架，車子駛往忠清南道的月明洞。車在高速公路休息站停下來時，黃姓女子跳過高速公路分隔帶成功逃出，但全身都是擦傷。警方展開調查，金姓等四名嫌犯以暴行嫌疑被收押。黃姓女子爆出自己是鄭明析在月明洞的眾多情婦之一，不只一次發生過性關係，有些女子被鄭性侵害後無法生小孩。爆炸性的新聞引發媒體強力關注，鄭明析迅速逃離韓國。
2000年6月，一名日籍女子與另三名韓籍女子共同在首爾中央法院提起對鄭明析性侵犯的民事訴訟（下稱日韓聯告案）。

2001年8月，鄭明析在馬來西亞性侵前往參見的韓籍女教友，該受害者差一點被鄭明析支持者綁架封口，後報警才得解救。2008年鄭明析遣返韓國後，法院判定鄭於馬來西亞侵犯女教友有罪，後三審定讞。
2001年11月，鄭明析被台灣《壹週刊》雜誌報導誘姦台灣百位女大學生。台北地檢署展開調查，後來接到檢舉信。檢警並且懷疑對於攝理教以女性居多的核心份子部分曾遭到鄭明析性侵害，後來卻成為性侵害的共犯。同年12月10日，一位來自韓國的當事女性在台灣立法院舉行記者會指控。
在多名女信徒到庭具體指控，而鄭明析又遲不到案的情況下，台北地方法院檢察署在歷經一年多調查後，於2003年6月18日正式以「妨害性自主罪」發布對鄭明析(鄭明錫)的通緝令（民92年2257號）。
2003年7月首爾中央地方法院判決兩件於2000年6月在該院審理的鄭明析性侵民事訴訟，兩案皆判受害者勝訴。其中日韓聯告案(1名日籍和3名韓籍)受害者應獲得1千6百萬韓元的賠償，而三姊妹案受害者應獲得共2億2千萬韓元的賠償，兩案共計3.8億韓元。攝理教方不服判決結果，將兩案上訴至首爾高等法院。
2003年7月，鄭明析在香港因非法居留罪被香港入境處逮捕，以78萬港元（約10萬美元）交保。之後棄保前往中國大陸。這段時間韓國法院因為屢傳不到鄭明析而起訴中止，但鄭仍受國際刑警組織全球緊急通緝。
2005年10月，《蘋果日報》報導他來到台灣積極吸收女大學生入教，以及參與校園社團活動。
2006年3月首爾高等法院判決兩件於2003年7月上訴於該院審理的鄭明析性侵民事訴訟，兩案在地方法院均判決受害者勝訴。在高等法院的判決中，三姊妹案維持一審判決，三名受害者共獲2億2千萬韓元。日韓聯告案方面，一名日籍與三名韓籍受害者中，日籍與兩名韓籍受害人獲得一審原判共1億1千萬元賠償，而另一名韓籍受害者則因超過法律追溯期限而遭判決敗訴。攝理教方仍然不服，再次上訴最高法院。
2006年4月18日，反對攝理教會的社會團體在首爾鍾路警察局對面的櫸樹咖啡館舉行記者會。兩名張姓和金姓女子指控，原來以為前往中國遼寧省鞍山市是做跆拳道表演，卻於4月2日在郊外天山溪谷的四棟豪華別墅內遭到鄭明析性侵害。兩名女子於4月4日準備搭機逃韓國時，被鄭明析的弟子金智善、貼身護衛隊長尹豪（音譯，或譯尹鴻）等企圖綁架，幸經中國公安及時搭救而逃出虎口。鞍山市區內百世特大樓9樓的「明象跆拳道」當時是攝理教信徒所經營。

### 拘捕引渡期間（2006年－2008年）
2006年4月鄭明析於鞍山涉嫌性侵由韓國前往參見女信徒案件爆發後，韓國《時事雜誌》記者申浩哲（音譯）進入鞍山採訪，卻遭鞍山市公安局人員拘留後遣返。期間鄭明析的中國管家趙容豪（音譯）自由進出當地公安局，甚至權充翻譯。記者報導時呼籲韓政府應要求中國政府提升調查權級，避免當地人脈包庇國際通緝犯。
韓國警方於是確切得知鄭明析的藏匿處，韓國法務部於11月30日再次向中國政府提交引渡申請。
北京方面於4月10日開始逐步瓦解鄭明析在遼寧鞍山的地方包庇勢力。2007年4月13日，首先拘禁了文誠庸，並且拘留了鄭明析的管家趙容豪。協助鄭明析非法取得中國居留證的尹姓女子（尹福盧）接獲鞍山公安局洩密，緊急逃亡韓國，抵達韓國仁川時身穿運動服，全身上下只有一個手機。最後，鄭明析、其警衛隊長尹豪（音譯）以及三名女信徒在逃往北京時，於5月1日遭到逮捕。
鄭明析被捕時，身上起出多本偽造護照，以及約5百萬美元的逃亡用款。
由於身懷多本護照，身份辨識不易，中國方面採取鄭明析的指紋送交韓方辨識。韓國方面，在5月11日左右消息曝光，反對攝理教的受害者支援團體 Exodus 此時已經確信鄭明析被捕。而官方承認的消息則於5月16日左右證實。
2007年5月1日鄭明析於中國北京落網，移送回遼寧省鞍山市公安局接受調查，5月15日受害者支援團體直指鄭被捕原因包括「涉嫌性侵三名中國女子」，而中國政府擬以中國法律予以制裁。
2008年1月7日中國國務院同意引渡鄭明析回韓。
2008年1月10日，鄭明析的性侵民事案(日韓聯告案)於韓國最高法院三審定讞，鄭明析需賠償日、韓籍二名女子共六千萬韓元的賠償金。
對於引渡以及性侵民事案定讞，攝理教官方並未馬上回應。然而由攝理教友自組的「平信徒非常對策協議會」卻於1月11日立即發出新聞稿，宣稱鄭明析在這些性侵指控上是清白的，並稱鄭在台灣所受的指控也無嫌疑，鄭明析將在韓國法庭上洗刷冤名。台灣的攝理教友見韓文報紙報導該聲明稿大喜，爭相轉載。然而，該聲明稿稱「鄭在台灣所受的指控並無嫌疑」明顯有誤，但此聲明稿並非韓國或台灣的攝理教會官方聲明。
不滿於東亞日報報導鄭明析旅外未歸是「逃亡」，攝理教信徒於1月14日使用暴力攻擊《東亞日報》編輯部，威脅要求刪除關於對鄭明析的報導。

### 審判服刑（2008年－2018年）
鄭明析於2008年2月20日由中國引渡遣返回韓國。飛機於下午2時30分左右離開大連，於下午5時左右抵達仁川機場，機場聚集數百至上千名擁護攝理教與反鄭明析人士。抵達韓國後，韓國首爾中央地方檢察署隨即對鄭明析展開包括性侵、侵占、與詐欺等9件控訴案的偵訊工作。在經過韓國司法偵訊後，2月23日檢察官宣布正式依性侵罪逮捕鄭明析。
一審於2008年4月開審，於8月14日被首爾中央地方法院宣布判處有期徒刑6年。期間並曾收買一名受害者為其出庭做了偽證，然而因證詞前後不一而使得該遭收買受害者反被判偽證罪。
檢方和鄭明析皆不服一審判決而上訴，鄭明析更聘請知名律師爲其辯護而舉國譁然。然2009年2月10日二審宣判卻加重刑期至10年。
性侵刑事案審理期間，曾派黨羽多次騷擾受害者，以威逼利誘及在受害者親友聚會中公然羞辱受害者等方式而逼求和解，經受害者報警處理，該黨羽亦被控上法庭。鄭明析性侵女教友刑事案於2009年4月23日最高法院三審定讞，侵占罪則進入審理程序。
鄭明析方面再度不服而上訴最高法院，於4月23日被最高法院駁回而定讞。

### 再度入獄（2022年－）
2018年刑滿出獄後，鄭明析仍然繼續對女性教友實施性犯罪行為，被來自香港的葉萱（Maple Yip）及一名澳洲女子公開舉報。鄭明析最終於2022年10月再度被韓國警方逮捕。
警方於12月收到20多歲女性B某和C某的「被鄭明析強姦和性騷擾」的起訴書。2023年1月26日忠南警察廳又收到另一位20多歲女性A某和律師提交的起訴書，內容為從2018年開始，鄭明析長期在忠南錦山郡教會設施等地多次遭受性暴力，警方表示三件起訴書會一同調查。

## 司法滲透事件

### 韓國
鄭明析逃亡被通緝時，利用其攝理教信徒在韓國司法及情報部門裡面的關係，逃避追捕以及操控司法追訴程序。
2006年10月，在韓國國會議員宣炳烈的要求調查下，韓國國家情報院霸黜了尹姓職員，因該職員利用職務方便，非法將反攝理教成員的個人資料交給鄭明析。而與該案相關，同為攝理教信徒的首爾北部地方檢察署李姓檢察官則被調查。該李姓檢察官於因長期洩漏調查資料給鄭明析，並指導鄭明析如何脫罪而在2007年3月遭到免職。遭免職的李姓檢察官後來向韓國律師協會申請律師資格，被律師協會因為他曾洩漏個資及受害人調查報告給加害人，從而認定他沒有當律師的資格，於2008年7月否決其申請。該李姓前檢察官成為韓國司法史上，第一位當不成律師的卸任檢察官。

### 中國大陸
2006年4月鄭明析於鞍山涉嫌性侵由韓國前往參見女信徒案件爆發後，韓國《時事雜誌》記者申浩哲（音譯）進入鞍山採訪，卻遭鞍山市公安局人員拘留後遣返。期間鄭明析的中國大陸管家趙容豪（音譯）自由進出當地公安局，甚至權充翻譯。記者報導時呼籲韓政府應要求中國政府提升調查權級，避免當地人脈包庇國際通緝犯。
2007年鄭明析在北京被逮捕前，北京方面必須逐步瓦解鄭明析在遼寧鞍山的地方包庇勢力。2007年4月，北京方面首先越過遼寧公安居家拘禁了文誠庸，並且居留了鄭明析的管家趙容豪。協助鄭明析非法取得中國居留證的尹姓女子（尹福盧）接獲鞍山公安局洩密，緊急逃亡韓國，抵達韓國仁川時身穿運動服，全身上下只有一個手機。最後，鄭明析、其警衛隊長尹豪（音譯）以及三名女信徒在逃往北京時，於5月1日遭到逮捕。

### 台灣
2007年3月台灣攝理教前大山教會牧師黃清源曾以台灣攝理教的分支機構「中華21世紀文化交流協會」，以投資發展的名義，協同韓國攝理教化名組織「世和文化財團」理事長文誠庸，前往會見當時鞍山市市長和副市長。

## 漢字姓名
鄭明析本名為鄭明錫，「析」和「錫」字在諺文同樣寫作「석」，唯護照英文譯名不相同。攝理教會在簡介鄭明析之兄弟時，乃用「錫」字輩，如介紹大哥鄭仁錫，弟弟鄭範錫，但攝理教會介紹鄭明析時，則固定使用「析」字。
曾有媒體報導鄭明析本人曾用「鄭明析」（Jung Myung Suk）和「鄭明錫」（Jung Myung Sok）兩個名字入境台灣，此舉獲得韓國駐台代表處證實，但韓國代表處不願意證實鄭明析所使用之第三個化名，因此增加台灣檢調單位追查他罪行時的困難度。但支持鄭明析者主張「韓國護照只有韓文與英文姓名，無漢字姓名欄」且報導也僅稱以鄭明錫之名入境，故非使用多重中文姓名入境。
中國大陸媒體沿用香港和台灣的媒體的習慣用名，稱之「鄭明析」，但中國反邪教協會的教育影片則使用「鄭明錫」稱之。日本方面則向來使用「鄭明析」。

## 攝理教會對於相關負面消息的回應
攝理教會信眾虔信教主並無犯下任何罪行，並認為這些指控是有心人士為了奪取教會利益的惡意抹黑及誣告。
2005年「中華基督教新時代青年會」（即台灣攝理教會）對當時報導攝理教會的中天、東森新聞、蘋果日報、TVBS等媒體提出了毀謗告訴，但大部分皆不起訴。攝理教會不服，又自行提起「加重誹謗」、「侵權行為損害賠償」、「損害賠償」等訴訟，全數敗訴。
爾後攝理教會台灣教團翻譯2010年2月韓國民政月刊。但由於2012年1月至2月間，韓國現代宗教月刊二月號、三月號《雜誌In》報導等報紙媒體突然批露韓國攝理教會核心幹部-前韓國陸軍官校畢業之王姓牧師揭載，標題為『從女學生到女牧師 都是那位的女人』的影片、截圖檔案與文字報導，使得韓國攝理教會與台灣攝理教會對此鄭明析與女弟子之間顯然不見容於社會的宗教儀式至今無從加以反駁。

## 註腳
1. ↑  송인걸. . 韓民族日報. 2022-10-04  [2023-03-11]. （原始内容存档于2023-04-16） （韩语）.
2. . www.amennews.com.   [2023-03-10]. （原始内容存档于2017-06-06） （韩语）.
3. ↑  攝理教會-基督教福音宣教會. . 認識鄭明析.   [2019-11-23]. （原始内容存档于2018-10-19）.
4. ↑  명석, 정. . 自行出版-翻譯著作人申聖秀，譯者：呂世蘭. 1994.
5. ↑  명석, 정. . 自行出版-主編李希淑，譯者：彭一凡. 1999.
6. ↑  . ABC News. 2017-12-10  [2023-03-09]. （原始内容存档于2022-08-14） （澳大利亚英语）.
7. ↑  . www.chinadaily.com.cn.   [2023-03-09]. （原始内容存档于2023-03-07）.
8. ↑  TVBS. . TVBS.   [2023-03-09]. （原始内容存档于2023-03-23） （中文（臺灣））.
9. ↑  Author, No. . The Japan Times. 2007-01-20  [2023-03-09]. （原始内容存档于2023-03-09） （美国英语）.
10. ↑  . Associated Press. 2015-03-25  [2023-03-09]. （原始内容存档于2023-03-09） （美国英语）.
11. ↑  . NZ Herald.   [2023-03-09]. （原始内容存档于2023-03-09） （英语）.
12. ↑  . South China Morning Post. 2003-07-31  [2023-03-09]. （原始内容存档于2023-10-04） （英语）.
13. ↑  . France 24. 2018-11-22  [2023-03-09]. （原始内容存档于2020-11-08） （英语）.
14. ↑  이대웅. . 今日基督徒.   [2022-07-23]. （原始内容存档于2023-03-09） （韩语）. 사이비종교 법적규제 촉구 성명서’를 발표했다. 진용식 목사가 낭독한 성명서에서는 정부를 향해 △교리적 성폭력 범죄집단 기독교복음선교회 JMS를 해체하고, 충남경찰청은 속히 정명석을 구속 수사하라 △ (請聆聽邪教引發的家庭破裂的哭喊聲"《敦促限制邪教法律聲明書》：要求政府△解散教理性性暴力犯罪集團基督教福音傳教會JMS，忠南警察廳應儘快拘留調查鄭明析△)
15. ↑  羅保熙. . 香港01. 2023-03-06  [2023-03-08]. （原始内容存档于2023-03-14） （中文（香港））.
16. ↑  陳正健. . 中央社 CNA. 2023-12-22  [2023-12-23]. （原始内容存档于2024-01-19） （中文（臺灣））.
17. ↑  宋伯東. . 聯合報 (台灣). 2003-06-22: 第A8版社會 （中文（繁體））.
18. ↑  見台灣行政院法務部重大刑案通緝犯資料查詢系統 的存檔，存档日期2013-10-07.,台灣台北地方法院檢察署,民92年第2257號（民92年6月18日）,鄭明錫，男，妨害性自主罪。
19. ↑  Massimo Introvigne.  (PDF). The Journal of CESNUR. Jan 2022, 6 (1): 7  [2023-03-22]. doi:10.26338/tjoc.2022.6.1.1. （原始内容存档 (PDF)于2023-03-22）.
20. ↑  鄭明析. . 明人出版事業有限公司. 2019-09: 33. ISBN 9789869427197.
21. ↑  唯鄭明析先生於主日禮拜證道時，以第一人稱之角度陳述耶穌於福音書講述的話：「”我是為各位預備居所而去的”，如果各位能夠從我這裏得到祝福禱告的話，就算寫小說，也都能夠賣的很暢銷。各位不要把【天的話-我的話】隨便讀讀而已，要深的體會來讀才行。我們面對神的時候，要有根本的喜悅和笑容才行。”若非藉著我，沒有人可以到父那裏去”。我們人的來世，是否去天國，也都看我們在這輩子當中如何來行為而決定的。這個世上，大概沒有像我那麼了解靈界的人吧。和我較量教量，只要幾句話，我就能夠贏他的。釋迦牟尼的階段，是最基礎的階段，部是最高層次。各位來到攝理以後，是一下子提高到最高境界的。如果到天國去看的話，基督教的水準也只是像幼稚園而已的層次而已。使徒們關於我(*鄭明析)的事情，一定要更多的來學習，更根本的體會和了解才行。」-參酌1996/5/5 主日禮拜「道路、真理、生命」
22. 1 2  1995/12/10 鄭明析總裁台灣巡迴主日禮拜話語單張摘要介紹
23. ↑  韓國[現代宗教] 1999/08/15—— 타락한 ‘선생님’ 섭리사 막내리나(墮落的「老師」，攝理歷史落幕),「月明洞的 JMS王國」一節。
24. ↑  攝理教三十個論，聖經講義版，前言/二、本論/3.老師的前言／(4)老師、教會、教派介紹
25. ↑  台灣攝理教會晨光教會網站 （页面存档备份，存于） last visited 2011-10-20
26. ↑  . 聯合晚報 (台灣). 2001-11-14: 第3版話題新聞 （中文（繁體））.
27. ↑  . 聯合晚報 (台灣). 2001-09-04: 第2版話題新聞 （中文（繁體））.
28. ↑  이승균(金英秀). . News'n'Joy (韓國). 2000-12-20  [2011-01-21] （韩语及中文）.
29. ↑  宋伯東. . 台灣. 2003-06-22: 第A8版社會 （中文（繁體））.
30. ↑  Exodus所公佈鄭明析2003年被香港入境處逮捕時正與女信徒共處畫面 的存檔，存档日期2016-09-22.
31. ↑  . 蘋果日報 (台灣). 2003-07-31  [2011-01-24]. （原始内容存档于2008-12-05） （中文（繁體））.
32. ↑  見1999年首爾放送1月7日新聞片段 的存檔，存档日期2011-06-18.和1月8日新聞片段 的存檔，存档日期2007-08-25.
33. ↑  . 台灣. 2001-11-14: 第3版話題新聞 （中文（繁體））.
34. ↑  이승균李勝均(音譯). .
35. ↑  . 台灣. 2001-12-09: 第2版話題新聞 （中文（繁體））.
36. ↑  柳井. . 朝鮮日報 (韓國). 2008-08-13  [2011-01-24]. （原始内容存档于2013-12-03） （中文（繁體））.
37. ↑  . 台灣. 2001-11-08 （中文（繁體））.
38. ↑  嚴培曉. . 台灣. 2001-12-09: 第2版話題新聞 （中文（繁體））. 她日前表示，這名被害人指證遭到性侵害的人事時地都很具體，可信度很高。
39. ↑  李永盛. . 台灣. 2001-12-09: 第2版話題新聞 （中文（繁體））.
40. ↑  見台灣行政院法務部重大刑案通緝犯資料查詢系統 的存檔，存档日期2013-10-07.,台灣台北地方法院檢察署,民92年第2257號（民92年6月18日）,鄭明錫，男，無身分證統一編號，妨害性自主罪。
41. ↑  宋伯東. . 台灣. 2003-06-22: 第A8版社會 （中文（繁體））.
42. ↑  . 新浪网. 2016-06-16  [2022-02-02]. （原始内容存档于2022-02-03）.
43. ↑  . 新浪网.   [2022-02-02]. （原始内容存档于2022-02-02）.
44. ↑  申浩哲(音譯). . 記者部落格 (韓國: 時事IN). 2007-05-16  [2011-07-26]. （原始内容存档于2013-10-03） （韩语及中文）.
45. ↑  . 韓國: 時事雜誌. 2006-04-23  [2008-07-22]. （原始内容存档于2013-12-03） （韩语及中文）.
46. ↑  . 新浪网. 2018-04-04  [2022-02-02]. （原始内容存档于2021-03-01）.
47. 1 2  신호철(申浩哲(音譯)). . 韓國: 《時事IN》. 2007-10-09  [2009-11-17]. （原始内容存档于2009-05-04） （韩语及中文）.
48. ↑  《當心“洋邪教”的陷阱——鄭明錫案啟示錄》第6分鐘左右，中國反邪教協會，2009年。 （页面存档备份，存于）
49. ↑  . 韓國: News'n'Joy. 2007-05-11  [2009-12-16] （韩语及中文）.[永久]
50. ↑  姜永秀. . 韓國: 朝鮮日報中文版. 2007-05-16  [2009-03-04]. （原始内容存档于2008-10-09） （中文）.
51. ↑  신호철(申浩哲音譯). . 韓國: News'n'Joy. 2007-05-16  [2010-01-04] （韩语及中文）.
52. ↑  . 韓聯網 (韓國). 2008-01-11  [2011-01-26]. （原始内容存档于2013-10-03） （中文（繁體））.
53. ↑  . 韓國: 《東亞日報》. 2009-04-15  [2011-10-08] （韩语及中文）. 대 법원은 판결문에서 "정씨는 본인이 메시아이므로 자신의 성적 행위는 구원을 위한 또는 믿음을 시험하는 종교적 행위로서 이를 거부하면 안된다고 원고들을 기망했고, 이에 속은 원고들은 정씨의 성적행위를 종교적 행위로 오인해 거부하지 못했다. 이는 원고들의 정상적인 성적 자기결정권을 침해한 불법행위에 해당한다"라고 밝혔다.
54. ↑  韓國國際基督徒聯盟(JMS)非常對策協議會，係由韓國攝理教會中最支持鄭明析先生的平信徒會員所組織，其縮寫(JMS),即為鄭明析英文名字Jeong Myeong-seok字首之縮寫，性侵害事件爆發起初不僅表明鄭明析先生之清白，並以行動捍衛鄭明析先生的名譽並參與歷次審判程序。因此渠等於東亞日報事件時仍具有攝理教會會員身分，唯當審判程序逐漸到言詞辯論終結時，由於鄭明析自身之說詞與被害人陳述越見具體，因此不僅與鄭明析更為親近之攝理教團宣教會於攝理教會內討論教會未來發展方向時發生嚴重衝突，最末於了解性侵害案件真相後集體退出攝理教會，並對外發表聲明就帶領一般信眾盲從鄭明析之行為對公眾道歉。
55. ↑  . 朝鮮日報 (韓國). 2008-01-11  [2009-04-22]. （原始内容存档于2009-02-17） （韩语及中文）.
56. ↑  一般攝理教會會友不諳韓文，斯時由韓國攝理教會最支持鄭明析先生的會眾組織成「韓國國際基督徒聯盟(JMS)非常對策協議會」發表此公開說明之後由台灣翻譯部翻譯後會員便於其部落格全文轉載，以正社會對攝理教會之視聽。該篇報導中文文本目前2011/10月可查詢到最早之文章最出處為現於加拿大溫哥華宣教之攝理教會資深牧師林長青於UDN(聯合新聞網)的部落格網誌，攝理教會會員便循此發文，發文期間密集集中在”2008/1/13至2008/1/24”，其於文末亦如林長青牧師之指示加註：「歡迎全文轉載，但請勿部分轉載或截取引用」因此所有轉載之會員部落格文章亦如是加註。目前尚未刪除且可供查證記錄該篇報導Blog部落格網誌文章尚有14處（*iamgogo<林長青>、ct2023-providence、艾麗莎、lonlycat、jengchiy、recordist、愛斯特、helen-R、加百鹿、gogossn<林長青>、zhandywang、神奇傑克、Philip1、ccyeh0901等攝理教會會員之部落格與網誌。）！而牧師林長青更於自身二個不同網站之部落格登文以增加該報導之曝光度。
57. ↑  . 東亞日報中文版 (韓國). 2008-01-15  [2009-03-04] （中文）.[永久]
58. ↑  이승규李承規(音譯). . News'n'Joy (韓國). 2008-02-20  [2009-09-28] （韩语及中文）.
59. ↑  Bae Ji-sook. . Korea Times (韓國). 2008-02-21  [2011-01-31]. （原始内容存档于2008-04-01） （英语及中文）.
60. ↑  . 韓聯社 (韓國). 2008-02-23  [2009-04-16]. （原始内容存档于2008-03-05） （英语及中文）.
61. ↑  . 韓國: Exodus(受害者支援團體)公告. 2008-06-16  [2011-01-25]. （原始内容存档于2012-01-08） （韩语及中文）.
62. ↑  . 일요신문(週日新聞) (韓國). 2008-10-24  [2011-01-31]. （原始内容存档于2009-02-19） （韩语及中文）.
63. ↑  鄭漢國. . 朝鮮日報(中文版) (韓國). 2009-02-11  [2011-01-31]. （原始内容存档于2009-02-19） （中文（繁體））.
64. ↑  김세진(金世振). . News'n'Joy (韓國). 2009-02-02  [2011-01-25]. （原始内容存档于2016-08-19） （韩语及中文）.
65. ↑  . 中央社即時新聞 (台灣). 2009-04-23  [2011-01-31]. （原始内容存档于2009-04-26） （中文（繁體））.
66. ↑  . 香港01. 2023-03-04  [2023-03-05].
67. ↑  .   [2023-03-06]. （原始内容存档于2023-03-09）.
68. ↑  《P현직검사-국정원직원, JMS교주와 유착 의혹 (現任檢事-國政院職員、JMS教主疑似相互勾結) （页面存档备份，存于）》，韓國《東亞日報》，2006年10月18日。(中文譯文)[永久]
69. ↑  《JU 거짓진술 강요 의혹 검사 정직 3개월 건의(疑似為嫌犯做假口供的檢事應停職3個月) （页面存档备份，存于）》，《SBS首爾放送》，2007年3月12日。(中文譯文)[永久]
70. ↑  《Prosecutor Barred From Becoming Lawyer for Leaking Personal Data （檢察官因洩漏個資律師資格申請遭拒） （页面存档备份，存于）》，韓國《Korean Times》，2008年7月14日。(中文譯文)[永久]
71. ↑  《정명석, ‘황제 도피’ 즐긴다(鄭明析，享受「逃亡皇帝」的樂趣) （页面存档备份，存于）》，韓國《時事雜誌Sisa Press》，2006年4月23日。(中文譯文)[永久]
72. ↑  《台湾21世纪文化交流协会理事长黄清源、韩国世和文化财团理事长文诚庸来鞍山访问 的存檔，存档日期2013-10-02.》，鞍山中小在線，2007年3月5日。
73. ↑  . jmsmentor.com.   [2023-03-09]. （原始内容存档于2023-04-02）.
74. ↑  斯時台灣攝理教會僅有一處，於正式的話語“老師的家庭介紹”證道詞中介紹「大哥：鄭仁析、二哥：鄭光析、弟弟：鄭範析、鄭龍析。」並於此後之所有攝理教會對內對外介紹其最高指導者鄭明析時，便均以”析”為準，此觀懸掛於攝理教會內鄭明析老師的書法簽名落款與給各期祝福式家庭的書法簽名落款均為一致。 （1992/1/22蘇在鳳宣教士-汀洲路台北教會。）;1995/8/20主日禮拜"除了我以外的不要相信"話語稿中提到「老師的名字鄭明析,"析"字分開是一個木,一個斤.斤代表斧頭,樹木代表人,在人面前用斧頭,話語分別為聖的意思。」
75. ↑   (PDF).   [2013-12-05]. （原始内容 (PDF)存档于2016-03-05）.
76. ↑  羅雨恆. . NowNews (台灣). 2001-11-20  [2011-01-21]. （原始内容存档于2008-10-11） （中文（繁體））.
77. ↑  某韓國藝人護照 （页面存档备份，存于）確實僅有英文姓名與韓文姓名
78. ↑  《當心“洋邪教”的陷阱——鄭明錫案啟示錄》，中國反邪教協會，2009年。 的存檔，存档日期2010-04-29.
79. ↑  針對中天電視，攝理教會在台北地方法院提起自訴「加重誹謗」，於2007年5月遭駁回。見台灣司法院法學系統資料庫 （页面存档备份，存于），台北地方法院裁判書，刑事類，(94,自,204)，加重誹謗，960518
80. ↑  針對蘋果日報，攝理教會在台北地方法院提起自訴「加重誹謗」，於2006年6月遭駁回。見台灣司法院法學系統資料庫 （页面存档备份，存于），台北地方法院裁判書，刑事類，(94,自,205)，加重誹謗，950609。攝理教會之後改訴「侵權行為損害賠償」,亦於2007年3月遭駁回。見台灣司法院法學系統資料庫 （页面存档备份，存于），台北地方法院裁判書，民事類，(95,訴,1435)，侵權行為損害賠償，960312。攝理教會不服，再度上訴高等法院，亦於2008年3月遭上訴駁回。見台灣司法院法學系統資料庫 （页面存档备份，存于），臺灣高等法院裁判書，民事類，(96,上,342)，侵權行為損害賠償，970311。
81. ↑  針對三立電視，攝理教會在台北士林地方法院提「損害賠償」告訴，於2008年10月遭駁回。見台灣司法院法學系統資料庫 （页面存档备份，存于），士林地方法院裁判書，民事類，(96,訴,1098)，損害賠償，971027
82. ↑  .   [2011-09-01]. （原始内容存档于2011-09-01）.
83. ↑  .   [2013-12-05]. （原始内容存档于2013-10-29）.
84. ↑  .   [2012-03-08]. （原始内容存档于2013-10-29）.
85. ↑  .   [2012-04-06]. （原始内容存档于2012-08-01）.
86. ↑  . （原始内容存档于2013-10-29）.
87. ↑  . （原始内容存档于2013-10-29）.